# Cisticola cinereolus
El cistícola ceniciento (Cisticola cinereolus) es una especie de ave paseriforme de la familia Cisticolidae endémica del Cuerno de África.

## Descripción
Es un pájaro pequeño con la mayoría de las plumas de sus partes superiores con el centro gris oscuro o negro, y los bordes anteados, lo que le da un aspecto veteado o escamado. Sus partes inferiores son blanquecinas, aunque su garganta es blanca y sus costados tienen cierto tono canela.

## Distribución y hábitat
Se encuentra únicamente en el Cuerno de África, distribuido por Etiopía, Kenia, Somalia, Sudán del Sur y Tanzania.
Su hábitats naturales son las sabanas secas, las zonas de matorral tropical seco y los herbazales semiárido.